# 伞架

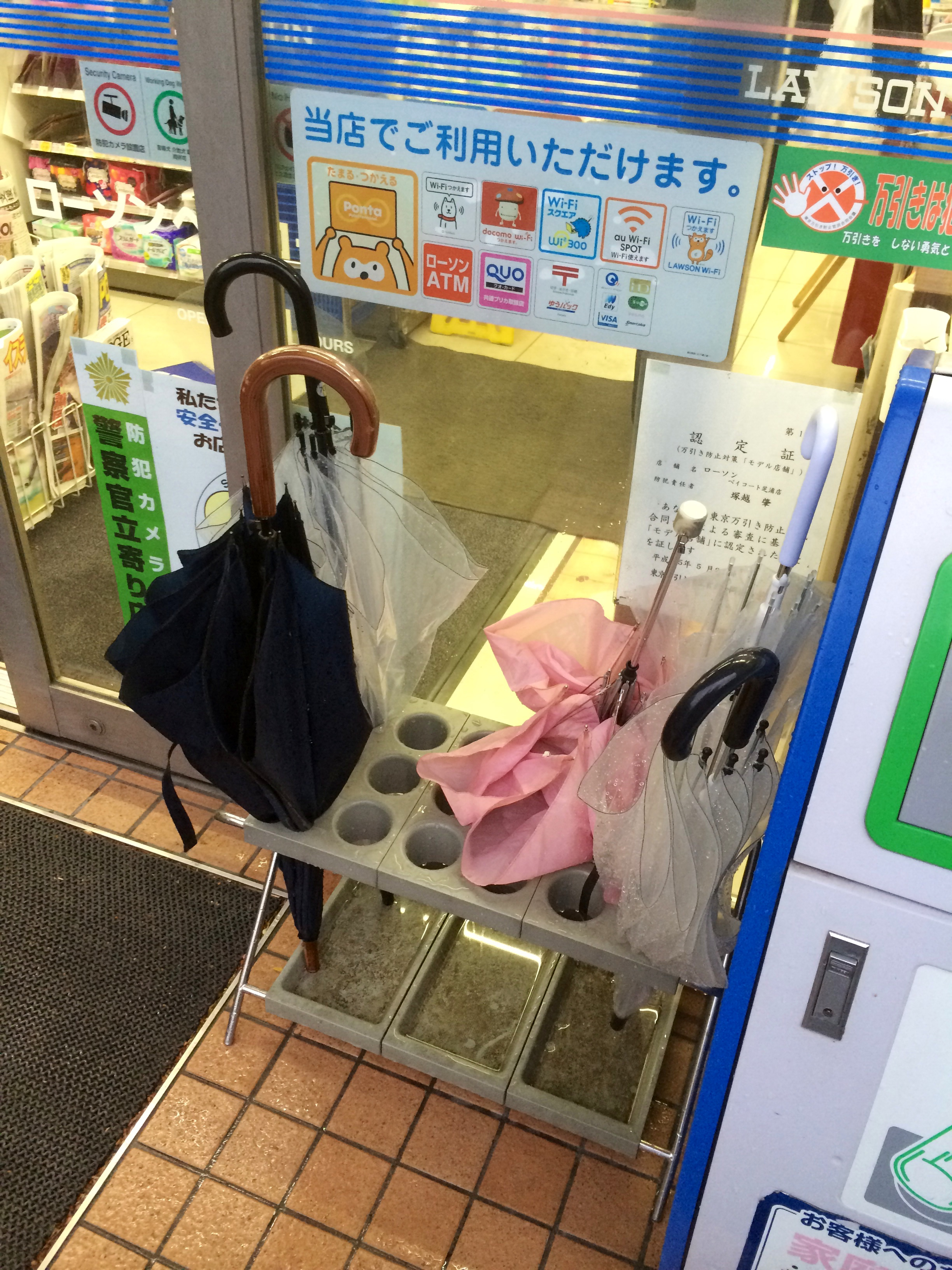
商店外的雨伞架

伞架是存放和放置雨伞和手杖的装置。它们通常位于家裡或公共建筑的入口，有时还配有衣架以及镜子。下雨天時有人會在公共场所擺放伞架，员工和访客將携带的雨伞收起並放在伞架上。 

## 雨伞收纳袋

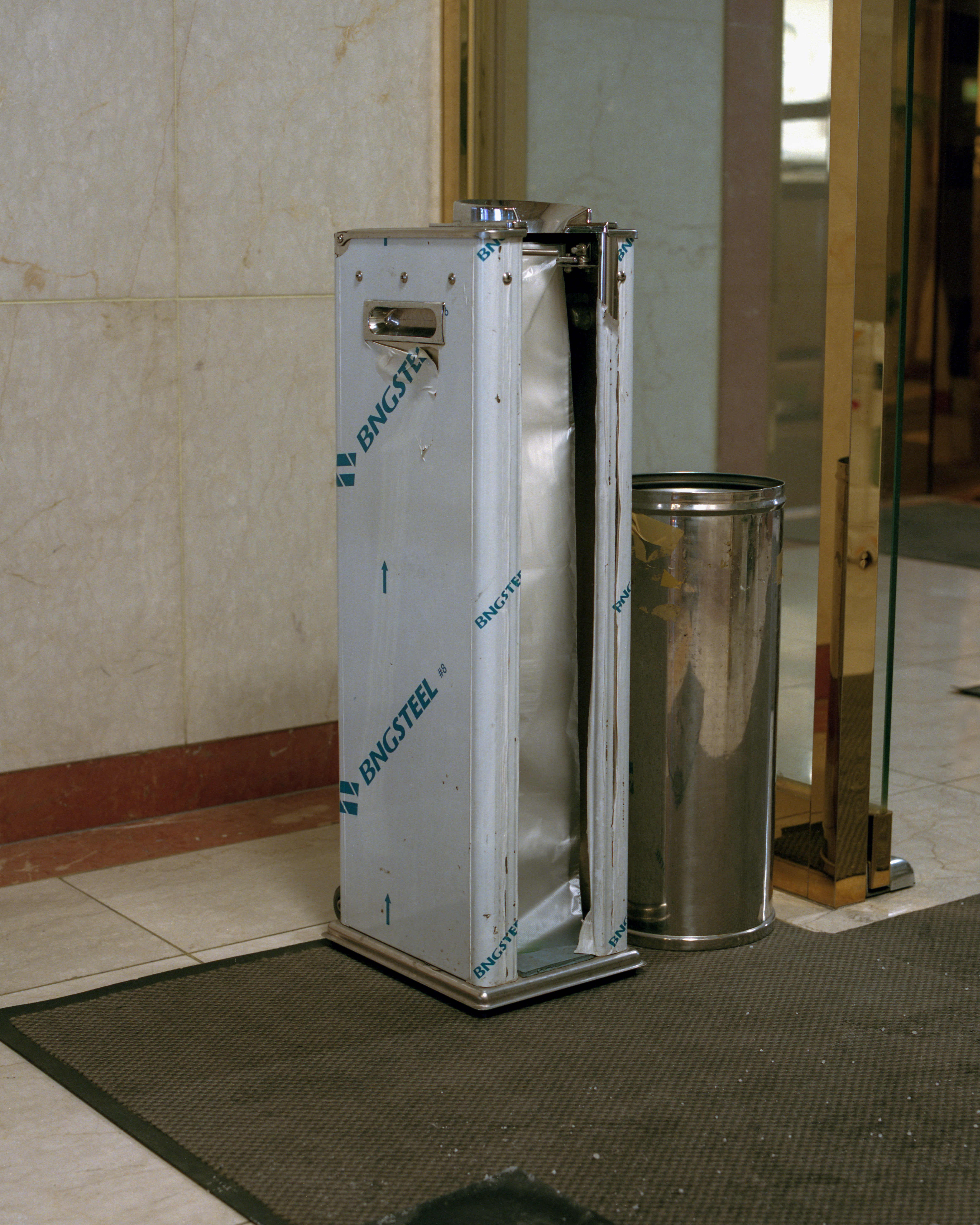
雨伞收纳袋

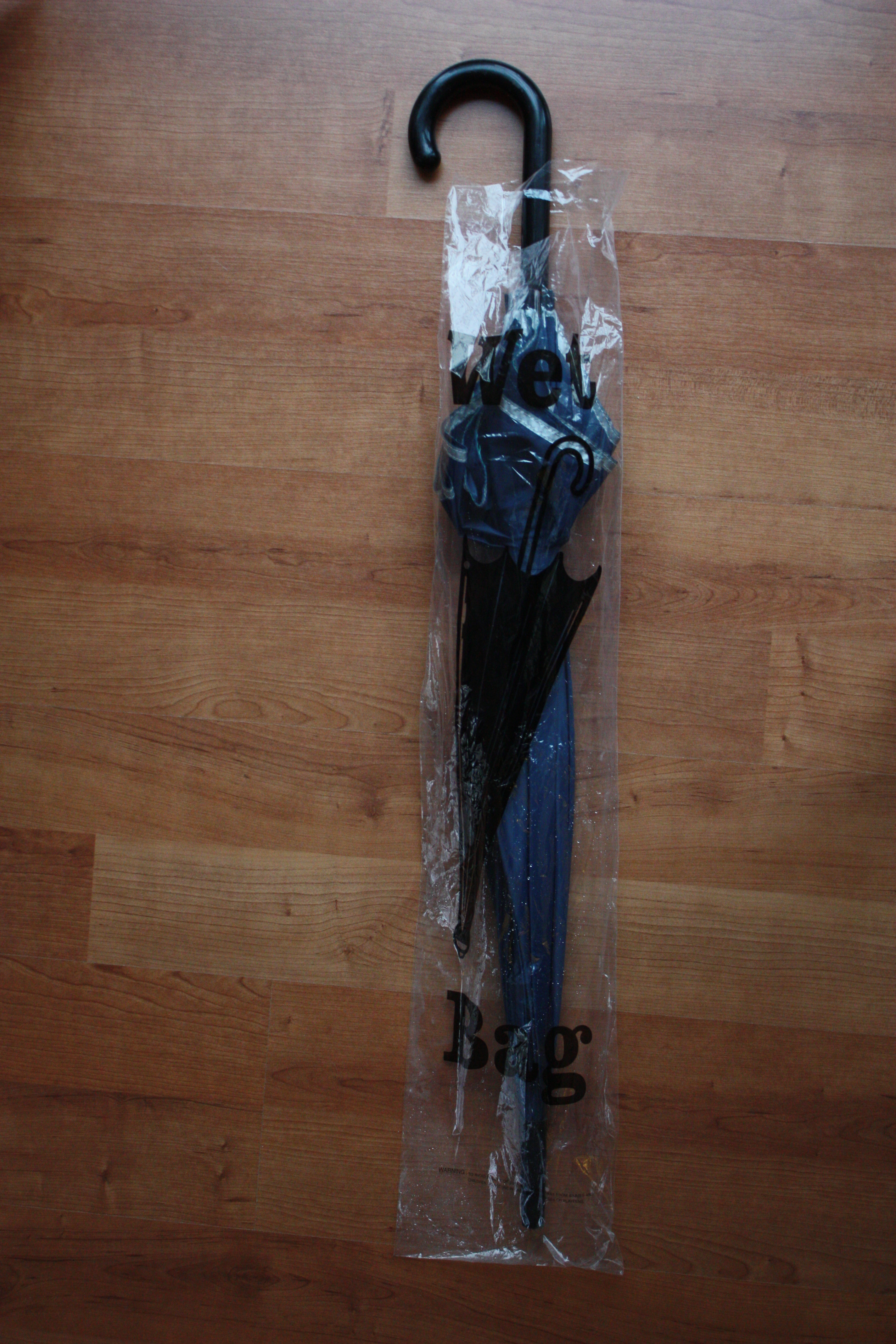
雨伞收纳袋

有些超市還會放置雨伞收纳袋供顧客使用，用户进入超市时将雨伞插入一次性防水袋中，并随身携带该袋子，以免弄湿地板。